# Ringgold Isles
Ringgold Isles är öar i Fiji.   De ligger i divisionen Norra divisionen, i den västra delen av landet, 300 km väster om huvudstaden Suva.